# Caryocolum blandelloides
Caryocolum blandelloides — вид лускокрилих комах з родини виїмчастокрилі молі (Gelechiidae).

## Поширення
Вид поширений у Європі. Зареєстрований у Великій Британії, Іспанії, Німеччині, Австрії, Швейцарії, Італії, Данії, Скандинавії, Чехії, Словаччині, Естонії, Польщі, Україні, Росії та Греції, а також на Корсиці, Сардинії та Криті.

## Опис
Довжина передніх крил 4,5-6 мм у самців і 4-5,5 мм у самиць.

## Спосіб життя
Дорослі особини були зареєстровані на крилах з кінця липня до початку серпня. Личинки живляться на роговику польовому (Cerastium arvense) і можливо на роговику п'ятитичинковому (Cerastium semidecandrum).